# Sutton, Vermont
Sutton är en kommun (town) i Caledonia County i delstaten Vermont i USA. Vid folkräkningen år 2000 bodde 1 001 personer på orten. Den har enligt United States Census Bureau en area på totalt 99,4 km², varav 0,3 km² är vatten.  